# 花田仲之助
花田 仲之助（はなだ なかのすけ、万延元年6月10日（1860年7月27日） - 昭和20年（1945年）1月2日）は、日本の陸軍参謀本部第2部の情報将校（中佐）、教育者。薩摩藩出身。号は松陰。通称に花大人。

## 経歴
鹿児島市平之町に生まれる。東條鶴山に学ぶ。明治10年（1877年）私学校派の一員として西南戦争に従軍。戦後、東京において三島中洲に学ぶ。明治13年（1880年）12月陸軍士官学校に入学。明治16年（1883年）12月25日、同校（旧6期）を卒業し、同日、歩兵少尉に任じられた。日露戦争でロシアを混乱させた明石元二郎の同期である。明治19年（1886年）、父死去の報を受けたのち、軍務を休職し、鎌倉円覚寺の今北洪川門下に参禅し、3日で第一の公案を突破する。そののち、鹿児島に戻り一家の借財を減らすため農業に従事し、明治22年（1889年）春に円覚寺において僧堂寺僕に転じ、明治23年（1890年）暮れに借財を完済し、軍務に復帰した。日清戦争に従軍、のち、対ロシアの特殊工作に軍事探偵として従事。明治30年（1897年）、僧侶に偽装してウラジオストックに潜伏。布教と称してシベリア、満州、蒙古を偵察。ロシア対策に関して田村怡与造と衝突して退役した。薩摩人ながらも藩閥を憎むこと甚だしく、陸軍の薩摩閥を一掃した。その事からも分かるように、剛直で謹厳な性格であり、見識にも優れた面が多かったらしい。
明治34年（1901年）2月、国民教化を目的とする団体報徳会の設立のため、東亜報徳会発起主意書を発表。「教育勅語」を基本とし「知恩報徳・感恩報謝」の精神を全国各地に広めた。明治35年（1902年）4月、鹿児島市報徳会を発会。
明治37年（1904年）、日露戦争が起きると予備役少佐として召集され、対馬警備隊に配属、司令官となった。しかし、ロシア軍アレクサンドル・マドリトフ中佐らによる馬賊懐柔が進むと此に対抗して馬賊を統括する人物が必要となり、急遽参謀本部に復帰して満州に渡った。玄洋社系大陸浪人14人と大陸浪人に偽装した参謀本部情報将校を中核とし、満州馬賊を纏めて満州義軍を編成した。最大時の兵力は3000に及んだが、最新銃器を馬賊に支給するロシアに対して、日本軍大本営はスナイドル銃くらいしか支給せず、やむを得ず敵から装備を奪って自軍を増強した。同軍を明治38年（1905年）10月に解散。
明治39年（1906年）3月、東亜報徳会を改め、報徳会の呼称を開始。同会主意、綱領、規約、細則等を公表した。明治44年（1911年）4月、機関雑誌『報徳』を創刊。

## 編著書
- 花田仲之助先生報徳講話 靜岡縣立農學校校友會、1910-1912
- 松侯訓話 松方正義述・花田編 鹿兒島市報德會、1910
- 報德実踐修養講話 洛陽堂、1913
- 報徳修養訓話 光昭館書店、1921
- 彌常榮の斉唱に就きて 心学参前舎、1928
- 国家を永遠に救ふべき玄米飯と報徳會 報徳會總務所、1936
- 支那に與ふる書 併せて我が対支政策について南洲主義と松陰主義の実施報徳修養訓話 光昭館書店、1938
- 寄中国書 第一出版社、1938

## 論文・記事
- 追憶の一つ 『尚志』第109号 附録 北条時敬追悼特集 尚志同窓会、1929

## 伝記
- 大正新立志傳 其九 花大人 花田中佐 爲藤五郎編 大日本雄辯會、1921
- 巨弾は唸る 報徳翁花田仲之助伝 白道人著 伊藤竜蔵、1930
- 報德會三十五年史 財團法人報德會總務所、1936
- 私の眼に映じたる花田先生 東亜報徳会総務所、1940
- 大陸の義人 満洲義軍花田仲之助傳 隈元常矩著 協榮出版社、1943
- 花田仲之助先生の生涯 花田仲之助先生伝記刊行会、1958